# 柏原車站 (滋賀縣)
柏原車站（日语：〔〕／〔〕 Kashiwabara eki */?）是由東海旅客鐵道（JR東海）所經營的鐵路車站，位於日本滋賀縣米原市柏原，是東海道本線沿線的小型車站。在綠窗口廢除之後改以簡易委託車站的方式經營。
本站是滋賀縣最靠東的車站，鄰近車站的街道區過去曾是中山道六十九次排行第60位的宿場柏原宿的所在地。

## 車站結構
本站為島式月台2面4線的地面車站。月台之間以跨線天橋互相聯絡。

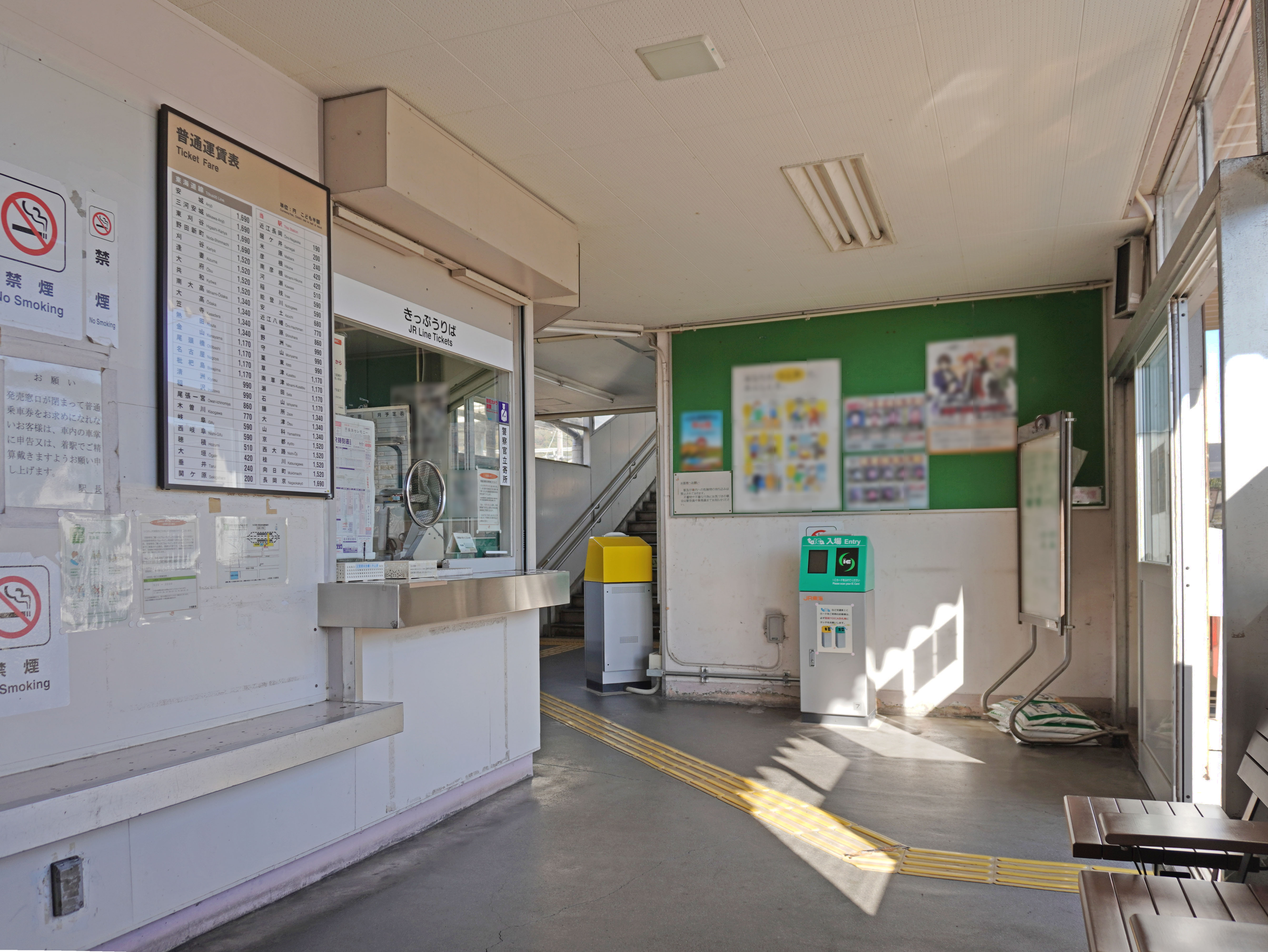
驗票口（2022年11月）
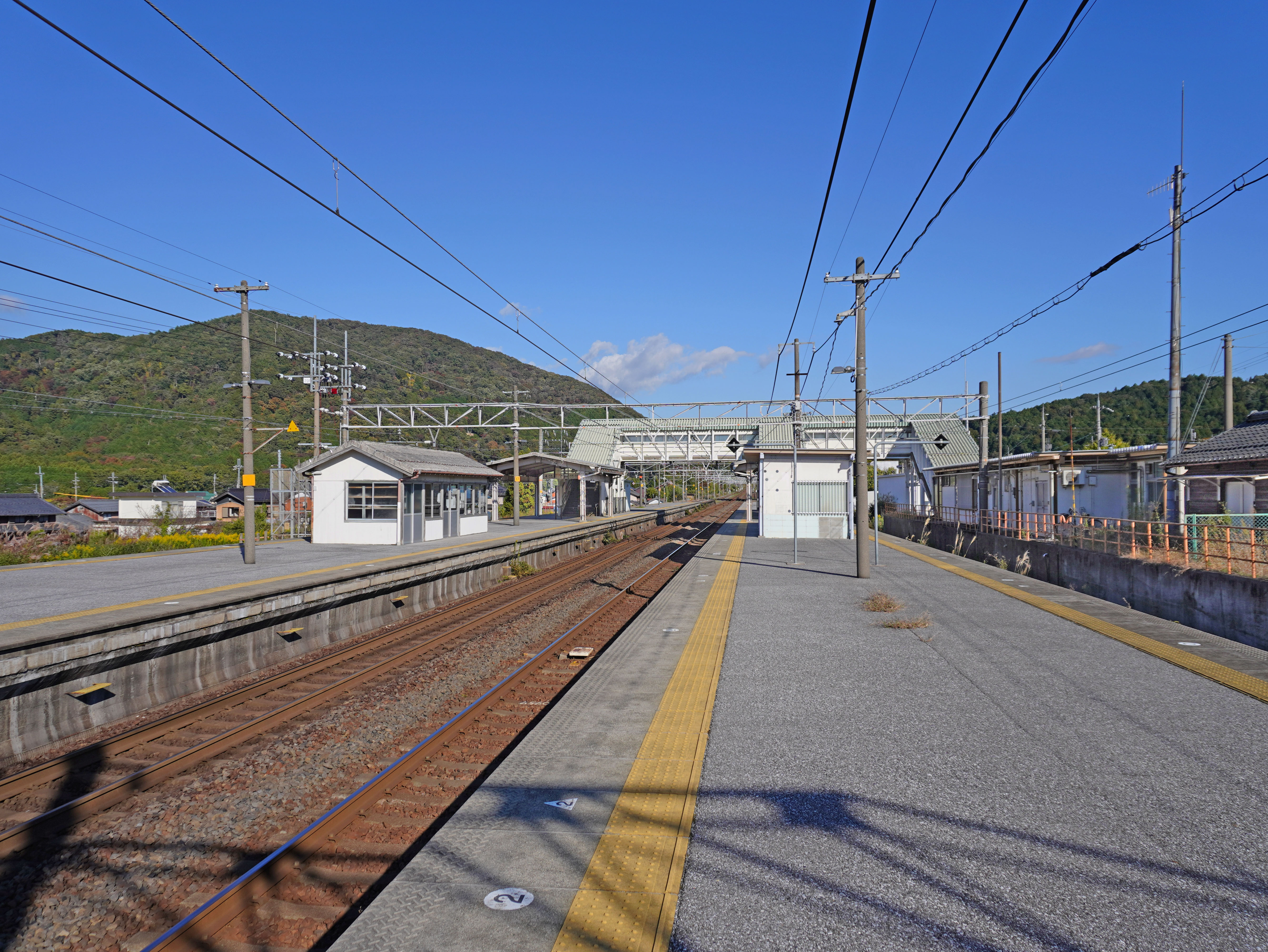
月台（2022年11月）

### 月台配置
| 月台 | 路線       | 方向 | 目的地           | 備註                      |
| ---- | ---------- | ---- | ---------------- | ------------------------- |
| 1、2 | 東海道本線 | 下行 | 米原、京都方向   | 1號月台為事實上的預留月台 |
| 3、4 | 東海道本線 | 上行 | 大垣、名古屋方向 | 4號月台為事實上的預留月台 |

## 使用情況
2018年度1日平均上車人次為274人，是東海道本線最少的。
根據「滋賀縣統計書」，1日平均上車人次如下表。
| 年度   | 1日平均 上車人次 | 來源   |
| ------ | ---------------- | ------ |
| 1992年 | 538              | [ 2 ]  |
| 1993年 | 521              | [ 3 ]  |
| 1994年 | 516              | [ 4 ]  |
| 1995年 | 493              | [ 5 ]  |
| 1996年 | 477              | [ 6 ]  |
| 1997年 | 424              | [ 7 ]  |
| 1998年 | 407              | [ 8 ]  |
| 1999年 | 391              | [ 9 ]  |
| 2000年 | 383              | [ 10 ] |
| 2001年 | 375              | [ 11 ] |
| 2002年 | 355              | [ 12 ] |
| 2003年 | 345              | [ 13 ] |
| 2004年 | 不明             |        |
| 2005年 | 不明             |        |
| 2006年 | 不明             |        |
| 2007年 | 330              | [ 14 ] |
| 2008年 | 322              | [ 15 ] |
| 2009年 | 314              | [ 16 ] |
| 2010年 | 284              | [ 17 ] |
| 2011年 | 267              | [ 18 ] |
| 2012年 | 262              | [ 19 ] |
| 2013年 | 250              | [ 20 ] |
| 2014年 | 236              | [ 21 ] |
| 2015年 | 256              | [ 22 ] |
| 2016年 | 295              | [ 23 ] |
| 2017年 | 281              | [ 24 ] |
| 2018年 | 274              | [ 25 ] |

## 同名車站
另有其他車站名叫「柏原」，但讀音不同。車票上會標示本站為（東）柏原，以作區別。
- 大阪府：柏原站（「かしわら」） - JR關西本線（大和路線）[26]
- 兵庫縣：柏原站（「かいばら」） - JR福知山線[26]

## 相鄰車站
東海旅客鐵道
 東海道本線
■特別快速、■新快速、■快速、■區間快速、■普通（區間快速只限往米原方向運行）
關原（CA79）－柏原（CA80）－近江長岡（CA81）

### 來源
1. 1 2  駅構内の案内表記。これらはJR東海公式サイトの各駅の時刻表 （页面存档备份，存于）で参照可能（駅掲示用時刻表のPDFが使われているため。2015年1月現在）。
2. ↑  平成4年滋賀県統計書[]
3. ↑  平成5年滋賀県統計書PDF
4. ↑  平成6年滋賀県統計書PDF
5. ↑  平成7年滋賀県統計書PDF
6. ↑  平成8年滋賀県統計書PDF
7. ↑  平成9年滋賀県統計書[]
8. ↑  平成10年滋賀県統計書PDF
9. ↑  平成11年滋賀県統計書PDF
10. ↑  平成12年滋賀県統計書PDF
11. ↑  平成13年滋賀県統計書PDF
12. ↑  平成14年滋賀県統計書PDF
13. ↑  平成15年滋賀県統計書PDF
14. ↑  平成19年滋賀県統計書PDF
15. ↑  平成20年滋賀県統計書PDF
16. ↑  平成21年滋賀県統計書PDF
17. ↑  平成22年滋賀県統計書PDF
18. ↑  平成23年滋賀県統計書PDF
19. ↑  平成24年滋賀県統計書PDF
20. ↑  平成25年滋賀県統計書PDF
21. ↑  平成26年滋賀県統計書PDF
22. ↑  平成27年滋賀県統計書PDF
23. ↑  平成28年滋賀県統計書PDF
24. ↑  平成29年滋賀県統計書PDF
25. ↑  平成30年滋賀県統計書PDF
26. 1 2 3  川口素生. . 洋泉社. 2017-03-02: 52–54. ISBN 978-4-8003-1166-5.

## 外部連結
- 柏原 - 東海旅客鐵道